# Denzel Washington
Denzel Hayes Washington Jr. (Nova York, 28 de dezembro de 1954) é um ator, produtor e diretor estadunidense. Em uma carreira de mais de quatro décadas, Washington recebeu vários prêmios, incluindo um Tony Awards, dois Óscars, três Globos de Ouro e dois Ursos de Prata. Em 2016, recebeu o Prêmio Cecil B. DeMille pelo conjunto de sua obra e, em 2020, o The New York Times o nomeou o maior ator do século XXI. Em 2022, Washington recebeu a Medalha Presidencial da Liberdade.
Washington começou sua carreira de ator no teatro, atuando em apresentações off-Broadway. Ganhou destaque pela primeira vez na série de drama médico St. Elsewhere (1982–1988) e atuou nos filmes de guerra A Soldier's Story (1984), Cry Freedom (1987) e Glory (1989) — ganhou o Oscar de Melhor Ator Coadjuvante. Estabeleceu-se como uma estrela principal com papéis principais em Malcolm X (1992), The Pelican Brief (1993), Philadelphia (1993), The Hurricane (1999) e Remember the Titans (2000). Washington ganhou o Oscar de Melhor Ator por seu papel como policial corrupto em Training Day (2001). Mais aclamação veio por estrelar em American Gangster (2007), Flight (2012), Roman J. Israel, Esq. (2017) e The Tragedy of Macbeth (2021), já que atuou em vários filmes de ação, incluindo Man on Fire (2004) e The Equalizer (2014).

## Carreira
Denzel Washington entrou na Universidade Fordham para seguir o curso de jornalismo, que deixou inacabado, mas formou-se em teatro pela mesma universidade, para seguir a carreira de actor. Estreou-se em telefilmes e obteve sucesso na telenovela St. Elsewhere de 1982.
A sua primeira grande oportunidade cinematográfica foi fornecida pelo realizador Richard Attenborough que o convidou para desempenhar o papel do activista sul-africano Steve Biko em Grita Liberdade / Um Grito de Liberdade em 1987 e dois anos depois conquistou o Óscar de Melhor Ator (coadjuvante/secundário) pelo seu desempenho de soldado num batalhão inteiramente negro durante a guerra civil americana em Tempo de Glória, de 1989.
Voltaria a repetir a nomeação desta vez para Melhor Ator (principal) pelo seu retrato do líder revolucionário Malcolm X de 1992. A sua carreira solidificou-se em êxitos de bilheteira como The Pelican Brief ao lado de Julia Roberts, Filadélfia, co-estrelado por Tom Hanks - que ganhou seu primeiro Óscar neste filme - o thriller Crimson Tide, de 1995, com Gene Hackman e o filme de guerra Coragem Debaixo de Fogo / Coragem Sob Fogo 1996.
Depois de protagonizar mais um thriller, The Bone Collector em 1999, obteve mais uma nomeação para Melhor Ator pelo filme The Hurricane, baseado na história verídica do pugilista Rubin 'Hurricane' Carter, acusado injustamente de ter participado num duplo assassinato e encarcerado durante vinte anos até que um jovem fã, ao ler a sua autobiografia, tenta limpar o seu nome.
Washington voltaria à cerimónia dos Óscares em 2001, mas como vencedor, pelo seu desempenho no policial Dia de Treino / Dia de Treinamento, interpretando "Alonzo Harris", um agente do departamento de narcóticos que, ao acolher um agente noviço (Ethan Hawke), acaba por demonstrar a sua faceta de corrupto.
Ao aceitar o prémio, Denzel o dedicou ao ator Sidney Poitier, homenageado pelo conjunto de sua carreira nessa mesma noite única, que entrou para a história do cinema e da Academia como a noite em que dois atores negros, Denzel Washington e Halle Berry, venceram as categorias de Melhor Ator e Melhor Atriz.
Consagrado como uma das principais estrelas de Hollywood, continuou a apostar nos registros dramáticos: em John Q de 2002, foi um pai desesperado que decide manter como refém todo um hospital como protesto por não procederem a um transplante de coração ao seu filho e estrelou em 2004, ao lado de Meryl Streep, Sob o Domínio do Mal, sinistra e competente refilmagem do sucesso dos anos 60, com Denzel no papel que pertenceu a Frank Sinatra.[carece de fontes?]

## Vida pessoal
O ator é casado com Pauletta Washington desde Junho de 1983 com quem tem quatro filhos: John David Washington (1984), Katia (1987) e os gémeos Olivia e Malcolm (1991).
Ele é cristão evangélico pentecostais e membro da Igreja de Deus em Cristo Oeste de Los Angeles em Los Angeles (Igreja de Deus em Cristo). Em 1995, doou 2,5 milhões de dólares para ajudar projectos de construção da Igreja de Deus em Cristo Oeste de Los Angeles.

## Filmografia
| Ano  | Título                   | Personagem              | Notas                     | Ref.          |
| ---- | ------------------------ | ----------------------- | ------------------------- | ------------- |
| 1981 | Carbon Copy              | Roger Porter            | N/A                       | [ 7 ]         |
| 1984 | A Soldier's Story        | Melvin Peterson         | N/A                       | [ 8 ]         |
| 1986 | Power                    | Arnold Billings         | N/A                       | [ 9 ]         |
| 1987 | Cry Freedom              | Steve Biko              | N/A                       | [ 10 ]        |
| 1988 | For Queen and Country    | Reuben James            | N/A                       | [ 11 ]        |
| 1989 | The Mighty Quinn         | Xavier Quinn            | N/A                       | [ 12 ]        |
| 1989 | Glory                    | Silas Trip              | N/A                       | [ 9 ]         |
| 1990 | Heart Condition          | Napoleon Stone          | N/A                       | [ 13 ]        |
| 1990 | Mo' Better Blues         | Bleek Gilliam           | N/A                       | [ 14 ]        |
| 1991 | Mississippi Masala       | Demetrius Williams      | N/A                       | [ 15 ]        |
| 1991 | Ricochet                 | Nick Styles             | N/A                       | [ 16 ]        |
| 1992 | Malcolm X                | Malcolm X               | N/A                       | [ 9 ]         |
| 1993 | Much Ado About Nothing   | Don Pedro de Aragon     | N/A                       | [ 17 ]        |
| 1993 | The Pelican Brief        | Gray Grantham           | N/A                       | [ 18 ]        |
| 1993 | Philadelphia             | Joe Miller              | N/A                       | [ 19 ]        |
| 1995 | Crimson Tide             | Ron Hunter              | N/A                       | [ 20 ]        |
| 1995 | Virtuosity               | Parker Barnes           | N/A                       | [ 9 ]         |
| 1995 | Devil in a Blue Dress    | Ezekiel "Easy" Rawlins  | N/A                       | [ 9 ]         |
| 1996 | Courage Under Fire       | Nathaniel Serling       | N/A                       | [ 9 ]         |
| 1996 | The Preacher's Wife      | Dudley                  | N/A                       | [ 21 ]        |
| 1998 | Fallen                   | John Hobbes             | N/A                       | [ 22 ]        |
| 1998 | He Got Game              | Jake Shuttlesworth      | N/A                       | [ 9 ]         |
| 1998 | The Siege                | Anthony Hubbard         | N/A                       | [ 9 ]         |
| 1999 | Bone Collector           | Lincoln Rhyme           | N/A                       | [ 9 ]         |
| 1999 | The Hurricane            | Rubin Carter            | N/A                       | [ 23 ]        |
| 2000 | Remember the Titans      | Herman Boone            | N/A                       | [ 24 ]        |
| 2001 | Training Day             | Alonzo Harris           | N/A                       | [ 9 ]         |
| 2002 | John Q                   | John Q. Archibald       | N/A                       | [ 25 ]        |
| 2002 | Antwone Fisher           | Jerome Davenport        | Também diretor e produtor | [ 26 ]        |
| 2003 | Out of Time              | Matt Lee Whitlock       | N/A                       | [ 27 ]        |
| 2004 | Man on Fire              | John W. Creasy          | N/A                       | [ 28 ]        |
| 2004 | The Manchurian Candidate | Ben Marco               | N/A                       | [ 29 ]        |
| 2006 | Inside Man               | Keith Frazier           | N/A                       | [ 30 ]        |
| 2006 | Déjà Vu                  | Doug Carlin             | N/A                       | [ 31 ]        |
| 2007 | American Gangster        | Frank Lucas             | N/A                       | [ 9 ]         |
| 2007 | The Great Debaters       | Melvin B. Tolson        | Também diretor            | [ 9 ]         |
| 2009 | The Taking of Pelham 123 | Walter Garber           | N/A                       | [ 9 ]         |
| 2010 | Book of Eli              | Eli                     | Também produtor           | [ 32 ]        |
| 2010 | Unstoppable              | Frank Barnes            | N/A                       | [ 33 ]        |
| 2012 | Safe House               | Tobin Frost             | N/A                       | [ 34 ]        |
| 2012 | Flight                   | William "Whip" Whitaker | N/A                       | [ 35 ]        |
| 2013 | 2 Guns                   | Robert "Bobby" Trench   | N/A                       | [ 9 ]         |
| 2014 | The Equalizer            | Robert McCall           | Também produtor           | [ 36 ]        |
| 2016 | The Magnificent Seven    | Sam Chisolm             | N/A                       | [ 37 ]        |
| 2016 | Fences                   | Troy Maxson             | Também diretor e produtor | [ 38 ]        |
| 2017 | Roman J. Israel, Esq.    | Roman J. Israel         | Também produtor           | [ 39 ] [ 40 ] |
| 2018 | The Equalizer 2          | Robert McCall           | Também produtor           | [ 41 ]        |
| 2020 | Ma Rainey's Black Bottom | N/A                     | Apenas produtor           | [ 42 ]        |
| 2021 | The Little Things        | Joe "Deke" Deacon       | N/A                       | [ 43 ]        |
| 2021 | The Tragedy of Macbeth   | Macbeth                 | N/A                       | [ 44 ]        |
| 2021 | A Journal for Jordan     | N/A                     | Apenas diretor e produtor | [ 45 ]        |
| 2023 | The Equalizer 3          | Robert McCall           | Também diretor e produtor | [ 46 ]        |
| 2024 | The Piano Lesson         | N/A                     | Apenas produtor           | [ 47 ]        |
| 2024 | Gladiator 2              | Macrinus                | Pós produção              | [ 48 ]        |
| TBA  | High and Low             | TBA                     | Pós produção              | [ 49 ]        |

## Prêmios e indicações

#### Oscar
| Ano  | Categoria               | Indicação              | Notas    |
| ---- | ----------------------- | ---------------------- | -------- |
| 1988 | Melhor Ator Coadjuvante | Cry Freedom            | Indicado |
| 1990 | Melhor Ator Coadjuvante | Glory                  | Venceu   |
| 1993 | Melhor Ator             | Malcolm X              | Indicado |
| 2000 | Melhor Ator             | The Hurricane          | Indicado |
| 2002 | Melhor Ator             | Training Day           | Venceu   |
| 2013 | Melhor Ator             | Flight                 | Indicado |
| 2017 | Melhor Ator             | Fences                 | Indicado |
| 2017 | Melhor Filme            | Fences                 | Indicado |
| 2018 | Melhor Ator             | Roman J. Israel, Esq.  | Indicado |
| 2022 | Melhor Ator             | The Tragedy of Macbeth | Indicado |